# Chin Sophonpanich
Chin Sophonpanich (thailändisch ชิน โสภณพนิช, chinesisch 陳弼臣; * 10. November 1910 in Thonburi, heute Stadtteil von Bangkok; † 4. Januar 1988 in Bangkok) war ein thailändischer Unternehmer, der die Firmen Bangkok Bank und Bangkok Insurance gründete.

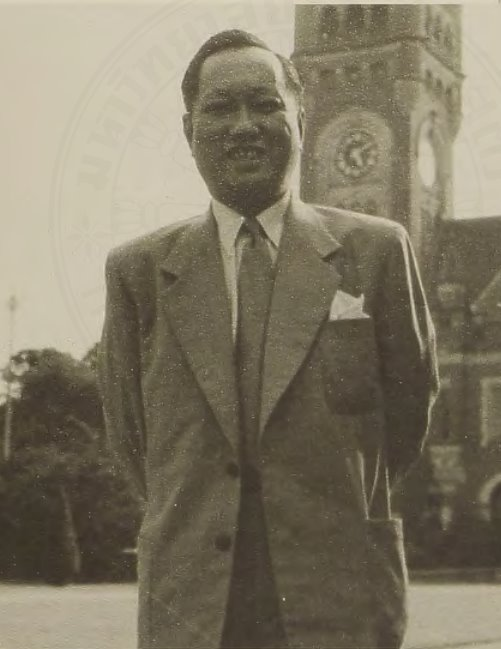
Chin Sophonpanich in den 1960er Jahren

## Biographie
Chin Sophonpanich wurde in der Provinz Thonburi (heute Bezirk Chom Thong) in eine thailändisch-chinesische Familie geboren. Sein Vater war ein chinesischer Einwanderer aus der Provinz Guangdong, China. Er arbeitete in einem Sägewerk, während seine Mutter eine im Ort geborene Thai-Chinesin war.
Im Alter von fünf Jahren wurde Chin zur Ausbildung nach China zurückgeschickt. Er verbrachte dort seine Schulzeit von 1915 bis 1927. Als er mit 17 nach Thailand zurückkehrte, arbeitete er als Kahn-Kuli, später als Angestellter in einer Reis-Mühle und als Holzhändler. 1944 gründete Chin die Bangkok Bank, die mit nur zwei Filialen begann. Später expandierte die Bank nach Hongkong. 1947 gründete er Bangkok Insurance. Chin lebte ab 1957 in Hongkong, als Thailand unter die Herrschaft von Sarit Thanarat geriet, nachdem er beim ehemaligen Diktator in Ungnade gefallen war. 1975 wurde die Bank an der Hong Kong Stock Exchange notiert. Sein Sohn Chatri  Sophonpanich war von 1980 bis 1992 Präsident der Bangkok Bank, dessen Sohn Chartsiri Sophonpanich ist seit 1994 Präsident.
Chin Sophonpanich war zweimal verheiratet. Mit seiner ersten Frau Lau Kwei-ying hatte er zwei Söhne, Rabin Sophonpanich und Chatri Sophonpanich. Mit seiner zweiten Frau Boonsri hatte er sieben Kinder, darunter Chote Sophonpanich und Chodchoi Sophonpanich. Chins Schwiegertochter, Kalaya Sophonpanich, die Frau von Chote Sophonpanich, war Ministerin für Wissenschaft und Technologie der Thai Democrat Party.
Chin Sophonpanich starb 1988 im Alter von 77 Jahren in seiner Heimatstadt Bangkok.